# Gesneria christii
Gesneria christii är en tvåhjärtbladig växtart som beskrevs av Ignatz Urban. Gesneria christii ingår i släktet Gesneria och familjen Gesneriaceae. Inga underarter finns listade i Catalogue of Life.